# 白又敦
白又 敦（しらまた あつし、1994年3月22日 - ）は、日本のタレント、俳優。
神奈川県横浜市出身。ワタナベエンターテインメントを経て、G-STAR.PROに所属。若手男性俳優集団D2およびD-BOYSの元メンバー。

## 略歴
2008年、第5回D-BOYSオーディションにノミネート。ワタナベエンターテインメント所属となり、2010年12月にD2に加入する。
2013年10月、D2がD-BOYSに加入し、D-BOYSメンバーとなる。同年に『仮面ライダー鎧武/ガイム』にて初瀬亮二 / 仮面ライダー黒影役で出演。
2019年3月29日をもってD-BOYSを卒業、ワタナベエンターテインメントを退所することを発表。同年7月1日、G-STAR.PROに移籍した。

## 人物
- 特技はピアノ、サッカー。趣味は映画鑑賞、ランニング、ボクシング[2]。
- 性格は正直で嘘がつけない[7]。『仮面ライダー鎧武/ガイム』で初瀬亮二役を演じた際はスタッフから白又自身を出すように要望され、共演した松田凌からも素直でハングリー精神旺盛な部分が役と似ていると評されている[7]。
- 『鎧武/ガイム』で監督を務めた石田秀範からは演技について厳しい言葉を受け涙を流したこともあったが、その結果一皮剥けて格好つけるだけのイケメン演技から脱却することができたと述べている[7][3]。石田も撮影後には白又の演技を褒めており[7]、脚本を担当した虚淵玄もその熱演を評価している[8]。
- 横浜DeNAベイスターズの大貫晋一投手は小学校・中学校時代の幼馴染みであり、大貫がプロ初勝利を挙げた試合後にLINEを送り、祝福したと語っている[9]。
- 『猫のひたいほどワイド』で共演している木曜MCの井上正大とは、番組で共演する前から舞台の共演をきっかけに親交を深め、白又は井上のことを「まーくん」と呼んでいる[10]。

## 出演

### 舞台
- ミュージカル 忍たま乱太郎第二弾〜予算会議でモメてます!〜 - 竹谷八左ヱ門 役
  - 初演（2011年1月13日 - 23日、シアターGロッソ）
  - 再演（2011年7月1日 - 10日、シアターGロッソ）
- HELLO!（2011年9月2日 - 4日、表参道GROUND） - 主演
- 新たに舞い降りた天正遣欧少年使節〜お洒落なラフォーレでヴィバれ！イベント（2011年10月5日 - 8日、ラフォーレミュージアム原宿） - 原マルチノ 役
- 大江戸鍋祭〜あんまりはしゃぎ過ぎると討たれちゃうよ〜（2011年12月） - 1部：萱野三平 ・2部：さんちゃん（松の廊下走り隊7） 役
- ステーシーズ 少女再殺歌劇（2012年6月6日 - 12日、全労済ホール スペース・ゼロ） - 祐助 役
- 真田十勇士〜カッコ良くなきゃ死ぬだけさ〜（2012年9月21日 - 10月8日、サンケイホールブリーゼ 他） - 由利鎌之助 役
- Dステ 12th「TRUMP」（2013年1月23日 - 2月10日、サンシャイン劇場 他） - モロー / スチューデント・ブルーノ 役
- 銀河英雄伝説 初陣 もうひとつの敵（2013年8月1日 - 6日、日本青年館大ホール）
- もっと歴史を深く知りたくなるシリーズ
  - マルガリータ〜戦国の天使たち〜（2014年9月27日 - 10月5日、EX THEATER ROPPONGI） - 牧野隼人正 役
  - 剣豪将軍義輝〜戦国に輝く清爽の星〜（2016年12月8日 - 14日） - 木下藤吉郎 役
  - 剣豪将軍義輝〜星を継ぎし者たちへ〜（2017年6月8日 - 18日） - 木下藤吉郎 役
- 聖☆明治座 るの祭典〜あんまりカブると怒られちゃうよ〜（2014年12月19日 - 27日、明治座 他） - 重太郎 役
- 瀧廉太郎の友人、と知人とその他の諸々 - 基吉 役
  - 2015年版（2015年1月18日 - 2月1日、草月ホール）
  - 2016年版（2016年10月5日 - 10日、草月ホール）
- ミュージカル『薄桜鬼』黎明録（2015年5月23日 - 6月14日、AiiA 2.5 Theater Tokyo） - 主演 井吹龍之介 役
- 武士白虎〜もののふ白き虎〜 -幕末、『誠』に憧れ、白虎と呼ばれた若者達-（2015年9月17日 - 10月4日、天王洲銀河劇場 他） - 井深茂太郎 役
- 舞台「戦国BASARA」 - 長宗我部元親 役
  - 戦国BASARA4 皇（2016年1月21日 - 2月7日、Zeppブルーシアター六本木 他）
  - 斬劇 戦国BASARA4 皇 本能寺の変（2016年7月1日 - 18日、Zeppブルーシアター六本木 他）
  - 斬劇 戦国BASARA 関ヶ原の戦い（2017年2月3日 - 19日、天王洲銀河劇場 他）
  - 斬劇 戦国BASARA 小田原征伐（2017年8月11日 - 27日、AiiA 2.5 Theater Tokyo 他）
  - 斬劇 戦国BASARA 蒼紅乱世『紅』未来への誇り（2018年12月7日 - 16日、オルタナティブシアター）
- パラノイア★サーカス（2016年2月26日 - 3月6日、サンシャイン劇場） - 屋根ウラ 役
- FAIRY TAIL（2016年4月30日 - 5月9日、サンシャイン劇場） - グレイ・フルバスター  役[11]
- 朗読劇「解夏」（2016年10月26日 - 31日、六行会ホール） - 高野隆之 役
- SHATNER of WONDER#5『破壊ランナー』（2017年4月21日 - 30日、Zeppブルーシアター六本木） - ドルビー・セバスチャン 役
- 東京ハートブレイカーズ「サブマリン」（2017年9月19日 - 25日、STAR PINE’S CAFE） - 主演 棚岡佑真 役
- ゆく年く・る年冬の陣 師走明治座時代劇祭（2017年12月28日 - 31日、明治座 / 2018年1月13日、梅田芸術劇場） - 由利鎌之助 役
- 『真・三國無双』 - 曹丕 役
  - 官渡の戦い（2018年4月26日 - 5月6日、全労済ホール スペース・ゼロ 他）
  - 赤壁の戦い（2019年2月7日 - 17日、シアター1010）[12]
- 砂岡事務所プロデュース『東海道四谷怪談』（2018年3月17日 - 25日、よみうり大手町ホール） - 与茂七 役
- 『おおきく振りかぶって』 - 花井梓 役
  - 初演（2018年2月2日 - 12日、サンシャイン劇場）
  - 夏の大会編（2018年9月6日 - 30日、サンシャイン劇場 他）
  - ダブルヘッダー特別公演『おおきく振りかぶって』/秋の大会編（2020年2月14日 - 24日、サンシャイン劇場）
- 野球 飛行機雲のホームラン（2018年7月27日 - 8月26日、サンシャイン劇場 他）
- 舞台「ROAD59 -新時代任侠特区-」（2020年12月24日 - 27日、なかのZERO 大ホール） - 大井町高久 役 [13]
- 舞台「殺人の告白」（2022年6月17日 - 26日、サンシャイン劇場） - チョン・テソク 役[14]
- 舞台『プロパガンダゲーム』（2022年8月11日 - 28日、サンモールスタジオ） - 今井貴也 役
- 舞台『モノノ怪〜化猫〜』(2023年2月4日 - 15日、飛行船シアター） - 小田島 役[15]
  - 舞台『モノノ怪〜座敷童子〜』（2024年3月21日 - 24日、IMM THEATER / 3月29日 - 31日、COOL JAPAN PARK OSAKA WWホール / 4月4日 - 7日、IMM THEATER） - 徳次 役（西銘駿とWキャスト）[16][17]
- ヒストリーボーイズ（2024年7月20日 - 28日、あうるすぽっと） - ティムズ 役[18]
- 前田慶次 かぶき旅 STAGE&LIVE〜肥後の虎・加藤清正編〜（2024年9月27日 - 10月6日、シアターH / 2024年10月31日 - 11月4日、サンケイホールブリーゼ） - 加藤清正 役[19]
- 劇団PU-PU-JUICE 第31回公演『竜馬を殺す』（2025年1月15日 - 19日、シアターサンモール） - 沖田総司 役[20]
- マーダーミステリーシアター『殺意の代償』（2025年3月16日、品川プリンスホテル クラブeX）[21]
- フェードラ -炎の中で-（2025年6月26日 - 29日、銕仙会能楽研修所 / 7月5日・6日、水戸芸術館 ACM劇場 特設能舞台） - デモフォーン 役[22]

### テレビドラマ
- ティーンコート 第7話（2012年2月、日本テレビ）
- パパドル!（2012年4月 - 6月、TBS） - 矢崎大地 役
- イタズラなKiss〜Love in TOKYO 第11話・16話（2013年6月・7月、フジテレビTWO） - 高宮良 役
- 仮面ライダー鎧武/ガイム（2013年10月6日 - 2014年1月19日・7月13日、テレビ朝日） - 初瀬亮二 / 仮面ライダー黒影 役
- HERO 第9話（2014年8月11日、フジテレビ）
- リスクの神様 第4話（2015年8月5日、フジテレビ）
- 闇芝居(生)（テレビ東京）
  - 第7話「挨拶」（2020年10月22日） - 主演・康夫 役
  - 第10話「空席」（2020年11月11日） - 主演・大下 役
  - 第11話「山曳呼」（2020年11月18日） - 主演・隼人 役
- ビッ友×戦士 キラメキパワーズ! 第32話「最後のガールズ戦士メモリーをゲットせよ!」（2022年2月20日、テレビ東京） - 上羽露衣人 役

### その他のテレビ番組
- ザ・ベストハウス123「障害と向き合うイケメン俳優の奇跡」（2010年9月、フジテレビ） - 柳浩太郎（D-BOYS） 役
- D2のメシとも!（2011年8月 - 9月、朝日放送）
- 超再現!ミステリー「Q.E.D. 証明終了『ミネルヴァの梟』」（2012年4月、日本テレビ） - 燈馬想 役
- TV・局中法度!（2012年10月 - 2013年3月、テレビ神奈川・千葉テレビ放送・テレビ埼玉・サンテレビジョン） - 佐々木愛次郎 役、他
- 猫のひたいほどワイド（2021年4月8日 - 、テレビ神奈川） - 猫の手も借り隊（木曜ブルー）（2021年4月8日 - 2024年3月21日）→猫の手も借り隊（水曜ブルー）（2024年4月 - 2025年3月）→猫の手も借り隊（木曜ブルー）（2025年4月 - ）（予定）

### 映画
- ジョーカーゲーム（2012年） - 神田智 役
- 仮面ライダーシリーズ - 初瀬亮二 / 仮面ライダー黒影 役
  - 仮面ライダー×仮面ライダー 鎧武&ウィザード 天下分け目の戦国MOVIE大合戦（2013年）
  - 劇場版 仮面ライダー鎧武 サッカー大決戦!黄金の果実争奪杯!（2014年）
- ヌイグルマーZ（2014年）
- スーパー戦闘 純烈ジャー（2021年） - ゾープ 役[23]

### オリジナルビデオ
- となりの801ちゃん Love&Peace（2011年） - 川本少年 役
- 鎧武外伝 仮面ライダーデューク/仮面ライダーナックル（2015年） - 初瀬亮二 役

### インターネット・配信
- いつもココロに太陽を（2011年2月 - 、TV in café NESCAFÉ） - ギャルソン
- 鎧武外伝 仮面ライダーグリドンVS仮面ライダーブラーボ 第2話（2020年11月1日、東映特撮ファンクラブ） - 初瀬亮二 役
- 奪い愛、冬 2025（2025年4月1日、ShortMax） - 康太 役[24]

### ゲーム
- 仮面ライダーバトル ガンバライジング（2014年、バンダイ） - 仮面ライダー黒影 役
- 仮面ライダーバトル ガンバレジェンズ（2023年、バンダイ） - 仮面ライダー黒影 役
- ROAD59 -新時代任侠区- 摩天楼モノクロ抗争（2025年、ブシロードゲームズ） - 謎のバーテンダー 役[25]

### 玩具
- COMPLETE SELECTION MODIFICATION 戦極ドライバー（2021年3月、バンダイ） - 初瀬亮二 / 仮面ライダー黒影 役